# 83. pehotni polk (Avstro-Ogrska)
Za druge 83. polke glejte 83. polk.
83. pehotni polk (izvirno nemško Infanterie-Regiment Nr. 83; dobesedno slovensko: Pehotni polk št. 83) je bil pehotni polk k.u.k. Heera.

## Poimenovanje
- Ungarisches Infanterie Regiment »von Schikofsky« Nr. 83
- Infanterie Regiment Nr. 83 (1915 - 1918)

## Zgodovina
Polk je bil ustanovljen leta 1883. 

### Prva svetovna vojna
Polkovna narodnostna sestava leta 1914 je bila sledeča: 55% Madžarov, 34% Nemcev in 11% drugih. Naborni okraj polka je bil v Steinamangerju, pri čemer so bile polkovne enote garnizirane sledeče: Komorn (štab, II., IV. bataljon), Steinamanger (I. bataljon) in Köszeg (IV. bataljon).
V sklopu t. i. Conradovih reform leta 1918 (od junija naprej) je bilo znižano število polkovnih bataljonov na 3.

## Organizacija
1918 (po reformi)
- 1. bataljon
- 2. bataljon
- 1. bataljon, 48. pehotni polk

## Poveljniki polka
- 1908: Adolf Biedermann[5]
- 1914: Leopold Hofbauer[1]